# 나실인
나실인(Nazarite 또는 Nazirite, 히브리어: נָזִיר 나지르)이란 히브리어 성경 민수기 6장 1절에서 21절까지 보면 서원을 자발적으로 한 이스라엘 사람 (즉, 유대인)을 말한다. 나실인이란 히브리어 단어 나지르(נזיר)인데 의미는 "거룩하게 되는" 또는 "분리된"이란 의미이다. 대표적으로 삼손과 같은 인물이다. 이 서원을 한 사람에게 요구되는 것은 다음과 같다.
- 포도주나 독주뿐만 아니라 식초와 같은 모든 포도 관련 제품을 금한다.[6]
- 머리카락을 자르지 말아야 한다.[7]
- 시체나 무덤 심지어 가족의 시체나 무덤과의 접촉으로 인해 의례적으로 불결해지지 않아야 한다.[8]

개인의 서원에 명시된 정해진 기간 동안 이러한 요구 사항을 따른 후, 나실인은 특정한 동물 희생제물을 바쳐야 했고, 동시에 머리카락을 깎아 불태웠다.
나실인은 "거룩하며", "하나님께 거룩하다"고 묘사되지만 동시에 속죄 제물을 바쳐야 했다. 이로 인해 탈무드와 이후 권위자들 사이에서 나실인에 대한 다양한 해석이 나왔는데, 일부는 나실인을 이상적인 존재로 보았고, 다른 일부는 죄인으로 보았다.

## 용어
나실인의 영단어 "Nazarite"는 "봉헌된" 또는 "분리된"을 의미하는 히브리어 단어 nazir에서 유래했으며 궁극적으로 "서약하다"를 의미하는 어근에서 파생될 수 있으며 히브리어 네데르 (נדר)와 유사하다. nazir라는 단어는 때때로 세속적 권력의 특별한 지위를 차지하는 왕자를 지칭하는 데 사용되며 동족 단어인 nezer는 나실인의 상태 또는 물리적 왕관을 지칭할 수 있다.

## 히브리어 성경

### 율법
나실인 기간 동안 지켜야 할 기본적인 율법 외에, 민수기 6장은 기간 종료 시 바쳐야 할 제물들을 자세히 설명한다.
나실인은 세 가지 제물을 바쳤다. 번제물로 어린 양, 속죄제물로 암양, 화목제물로 숫양을 바쳤으며, 이와 함께 누룩 없는 빵 한 바구니, 곡식 제물, 전제 제물 등 세 가지 추가 제물을 화목제물과 함께 바쳤다. 또한 예루살렘 성전의 바깥뜰에서 머리를 깎고, 깎은 머리카락을 화목제물과 같은 불에 태웠다. 본문은 이것이 제단 위의 불인지, 아니면 요리용 불인지는 명확하지 않다.
만약 나실인 기간 동안 시체를 만져 우연히 부정해졌다면, 다른 제물을 바치고 나실인 기간을 처음부터 다시 시작해야 했다.

### 언급
나실인 율법 외에, 히브리어 성경에는 나실인에 대한 몇 가지 다른 언급이 있다.
아모스는 이스라엘 백성이 나실인 서약을 존중하지 않은 것을 비난했다.
내가 너희 아들들 중 몇을 예언자로, 너희 젊은이들 중 몇을 나실인으로 세웠건만... 너희는 나실인들에게 술을 마시게 하고, 예언자들에게는 "예언하지 말라"고 명령하였다.
레갑 사람들은 나실인과 유사하게 술을 멀리했던 사람들로 성경에 언급된다.
70인역은 히브리어 성경의 nazir 16회 사용을 "서원한 자"(그리스어: euxamenos εὐξαμένος) 또는 "거룩하게 된 자"(그리스어: egiasmenos ἡγιασμένος) 등 여러 용어로 번역한다. 사사기 13장 5절에서는 nazir (그리스어: ναζιρ)로 음역되어 번역되지 않은 채로 남아 있다.

### 삼손과 사무엘
두 명의 저명한 성경 인물은 나실인이거나 나실인과 유사한 존재였다. 삼손 (Judges 13:5)과 사무엘 (1 Samuel 1:11)이 그들이다. 둘 다 그들의 지위는 (민수기 6장에 묘사된 나실인과는 달리) 평생 지속되었다. 둘 다 이전에 불임이었던 어머니에게서 태어났으며, 각자는 자신의 의지가 아닌 어머니의 맹세(사무엘의 경우)나 어머니에 대한 신성한 명령(삼손의 경우)을 통해 서원을 맺었다. 이 서원은 삼손과 사무엘에게 경건한 삶을 요구했지만, 그 대가로 특별한 재능을 받았다. 삼손은 블레셋인에 대한 육체적 전투에서 힘과 능력을 가졌고, 사무엘은 예언자가 되었다.
삼손은 명시적으로 나실인이 되도록 명령받았지만 (Judges 13:5), 사무엘에 대해서는 "나실인"이라는 단어가 사용되지 않았다. 대신 그는 "주께 드려졌다"고 하며 머리를 자르는 것이 금지되었다 (1 Samuel 1:11).
일부 주석가들은 삼손이 성경 전체에서 여러 차례 나실인 서원을 어긴 것처럼 보인다고 지적했다. 그가 인간과 동물을 모두 죽인 행위는 의례적 순결 서원을 위협하거나 심지어 명백히 위반하는 것이었으며, Judges 14:8–10는 삼손이 잔치를 벌이는 모습을 묘사하는데, 이는 전통적으로 술을 마시는 행위를 수반하는 행사였다 (비록 본문에서는 삼손이 직접 술을 마셨다고 명시하지는 않지만). 이러한 해석의 충돌은 수많은 설명으로 이어졌다. 랍비 문헌들은 삼손이 시체를 만지는 것을 허용하는 독특한 나실인 지위(나실 시므손, Nazir Shimshon)를 가졌다고 주장했는데, 이는 이 지위를 부여한 천사가 이 제한을 생략했기 때문이라는 것이다. 다비드 킴히는 이러한 특별한 지위가 없더라도 삼손은 이스라엘을 방어하는 하나님의 일을 하는 동안 시체를 만지는 것이 허용되었을 것이라고 추측한다. 또 다른 주장은 서원 자체의 의미론을 분석한다. 민수기 6장 6절은 나실인이 네페쉬-모트(죽은 몸)에 가까이 가는 것을 금지하는데, 비록 오경에서 네페쉬가 동물을 지칭하는 데 사용된 경우(창세기 1:21, 24; 9:12; 레위기 11:46 등)가 있지만, 민수기 6장 6절의 용어는 일반적으로 인간의 죽은 몸을 의미하는 것으로 해석되며, 민수기 6장 7절에 따르면 가장 집중된 의미로 보인다. 어떤 경우든, 삼손에게 주어진 초자연적인 힘은 사사기 14장 당시에도 사라지지 않았는데, 이는 그의 나실인 서원이 깨지지 않은 것으로 간주되었음을 나타낸다. 고스웰은 "우리는 삼손의 나실인 지위에 주목하지 않고는 그의 경력과 실패를 이해할 수 없다"고 제안한다.

## 랍비 문헌

### 율법
할라카 (유대교 율법)에는 나실인 율법에 대한 풍부한 전통이 있다. 민수기 6장 1~21절의 성경 본문 외에, 미슈나와 탈무드의 나지르 논문에서 율법이 자세히 설명되어 있다. 이 율법들은 나중에 마이모니데스에 의해 미슈네 토라에 정리되었다.

#### 서원
이스라엘 사람(이방인이 아닌)은 의도적인 언어적 선언을 통해 나실인이 된다. 이 선언은 어떤 언어로든 할 수 있으며, 나실인이 지나갈 때 단순히 "나도 마찬가지"라고 말하는 것만큼 간단할 수 있다. 일반적으로 나실인에는 정해진 기간 동안 서원하는 자와 영구적인 나실인 두 가지 유형이 있다. 특정 기간을 정할 수 있지만, 기간을 정하지 않거나 30일 미만으로 정한 경우 서원은 30일 동안 지속되는 것으로 간주된다. "나는 영원히 나실인이다" 또는 "나는 평생 나실인이다"라고 말하는 사람은 영구적인 나실인이며 약간 다른 율법이 적용된다. 그러나 천 년 동안 나실인이 되겠다고 말하는 사람은 일반 나실인이다. 영구적인 나실인은 성경에 근거가 없지만 전통을 통해 알려져 있다.
일반적인 서원의 모든 율법은 나실인 서원에도 적용된다. 다른 서원과 마찬가지로, 아버지는 어린 딸의 서원을 무효화할 수 있으며, 남편은 아내의 서원을 처음 들었을 때 무효화할 수 있다 (민수기 30). 아버지는 아들을 나실인으로 선언할 수 있지만, 어머니는 딸을 선언할 수 없으며, 자녀나 가까운 가족은 이 지위를 거부할 권리가 있다. 마찬가지로, 의도 및 조건부 서원과 관련된 모든 율법은 나실인 서원에도 적용된다.

#### 제물
서원 기간이 끝나면 나실인은 예루살렘 성전에 세 가지 희생 제물을 바친다. 첫째는 죄물(하타트)로 암양, 둘째는 번제물(올라)로 어린 양, 마지막으로 화목제물(쉘라밈)로 숫양과 함께 마차와 곡물 및 음료 제물을 바친다.
희생 제물을 바친 후, 나실인은 성전 바깥뜰에서 머리를 깎고, 머리카락은 "화목제 아래 있는 불"에 태워진다. 랍비들(일부 학자들과 함께)은 이것을 단순히 성화된 물건의 적절한 처리로 보며, 머리카락 자체가 희생 제물은 아니라고 본다.
나실인의 제물 중 일부는 코헨에게 주어지는데, 이 선물은 코헨 선물 24가지 중 하나이다.
사람은 예루살렘 성전이 서 있든 아니든 나실인이 될 수 있다. 그러나 성전이 없다는 것은 현재 나실인 서원을 끝내는 제물을 바칠 방법이 없으므로, 서원을 하는 사람은 사실상 영구 나실인이 될 것이다.

#### 포도 제품 금지
나실인은 포도에서 파생된 모든 음료를 금해야 하며, 알코올성 음료가 아니어도 마찬가지다. 전통적인 랍비 해석에 따르면, 나실인은 포도가 아닌 다른 알코올성 음료를 마실 수 있다. 덜 전통적인 랍비 해석에 따르면, 나실인은 출처에 관계없이 모든 알코올과 그 알코올로 만든 식초를 섭취하는 것이 금지된다. 포도주나 포도를 다른 음식과 결합하는 것에 대한 율법은 모든 유대인에게 적용되는 카슈루트와 유사하다. 초기 랍비 격언은 나실인에게 경고했다. "멀리 떨어져라! 포도원 근처에도 가지 마라!"

#### 머리카락을 자르지 않기
나실인은 머리카락을 자르는 것을 삼가야 한다. 손가락으로 머리를 손질하거나 머리를 긁을 수는 있으며 머리카락이 조금 빠져도 걱정할 필요는 없지만, 빗은 사용해서는 안 된다. 빗은 머리카락을 뽑을 가능성이 매우 높기 때문이다. 나실인은 머리카락을 제거하기 위해 화학적 제모제를 사용하는 것이 허용되지 않는다. 하지만 피부병에서 회복된 나실인은 머리카락을 자를 의무가 있으며, 영구 나실인은 1년에 한 번 머리카락을 자를 수 있다. 머리카락을 깎은 나실인은 나실인 기간의 마지막 30일을 다시 이행해야 한다.

#### 시체와 무덤 회피
나실인은 시체와 무덤, 심지어 가족의 시체와 무덤, 그리고 시체가 있는 모든 건물을 피해야 한다. (이 점에 있어서 나실인은 대제사장과 유사하다.) 영구 나실인은 시체에 가까이 다가감으로써 의례적으로 부정해진다. 그럼에도 불구하고, 묻히지 않은 시체를 발견한 나실인은 그 시체를 묻어야 할 의무가 있으며, 이 과정에서 부정해질 것이다.
나실인이 시체를 만지거나 장례 상여를 운반하거나 시체가 있는 건물에 들어갈 경우, 그들의 서원은 미완성 상태로 끝난다. 이 경우, 정결하게 되기 위해 7일을 기다린 후 나실인은 머리를 깎고 희생 제물을 바쳐야 한다. 그 후, 그는 새로운 기간 제한으로 다른 나실인 서원을 할 수 있다.
나실인이 단순히 묘지나 공동묘지가 경작된 지역(이 경우 인골을 만졌을 가능성만 있음)에 들어가거나, 현자들이 부정하다고 선언한 이방 땅에 가서 그 흙을 만졌거나, 묘지 근처의 땅을 가리는 나무 가지나 바위(히브리어: 언어 오류(סככות): {{{2}}}) 아래 서 있었다면, 여전히 불결함을 얻는다. 그러나 이는 시체를 만지는 것보다 불결함의 정도가 낮으며, 비록 셋째 날과 일곱째 날에 붉은 암송아지 재가 섞인 물을 뿌려야 하지만, 머리를 깎거나 희생 제물을 바칠 필요는 없으며, 나실인 서원이 무효화되지 않는다. 다만 불결함으로 보낸 날들을 보충하기 위해 나실인으로 보내는 시간에 7일을 더해야 한다.

### 바람직성
나실인이 서원 종료 시 속죄 제물을 바쳐야 한다는 점을 지적하며 (민수기 6:13–14), 랍비 엘리에제르 하카파르는 나실인들이 불필요하게 자신을 괴롭히기 때문에 사실상 죄인이라고 주장한 반면, 랍비 엘라자르는 정반대로 나실인들이 "거룩하다" (민수기 6:5) 그러므로 나실인이 되는 것이 바람직하다고 주장했다.
중세 시대 권위자들 중 마이모니데스는 랍비 엘리에제르 하카파르의 견해를 따르며 나실인을 죄인이라고 불렀고, 사람은 항상 자신의 행동에 있어 중용을 지켜야 하며 어떤 극단에도 치우쳐서는 안 된다고 설명했다. 그럼에도 불구하고, 그는 나실인이 상황에 따라 악하거나 의로울 수 있음을 지적한다. 반대로, 나흐마니데스는 랍비 엘라자르의 편에 섰다. 그는 이상적으로는 사람이 평생 나실인으로 살아야 한다고 설명한다. 따라서 나실인 상태를 중단하는 것은 속죄 제물을 요구한다. 토사포트에 기록된 의견들은 이러한 견해들 사이에서 타협하여 나실인이 좋기도 하고 나쁘기도 하다고 설명한다.
할라카와 아가다 문헌을 검토한 제이콥 노이스너는 유대 현자들이 나실인 서원을 일반적으로 "오만"과 "약점"으로 보았다고 기록한다.
랍비 메이어에 따르면, 선악을 알게 하는 나무는 포도나무였다. "어떤 것도 술처럼 사람에게 통곡을 가져다주지 않기 때문이다."

### 이야기
미슈나에 따르면, 아디아베네의 헬레나 여왕(기원후 48년경)은 한때 아들이 전쟁에서 무사히 돌아온다는 조건으로 7년간 나실인 서약을 했다. 아들이 무사히 돌아오자 그녀는 7년간 나실인 서약을 지키기 시작했으며, 그 후 예루살렘에 필요한 동물 제물을 바쳤다. 그곳에 도착했을 때, 그녀는 힐렐 학파로부터 서약을 다시 지켜야 한다는 말을 듣고, 7년을 더 나실인으로 살았다. 그 7년이 끝날 무렵, 그녀는 시체 부정을 겪어 서약이 무효화되었고, 따라서 다시 7년간 나실인 서약을 반복해야 했다. 총 21년간 나실인 서약을 계속했다.
예루살렘 탈무드에 따르면 시몬 의인(대제사장)은 나실인 서약을 반대했으며, 단 한 번 나실인이 바친 제물을 먹었다고 한다. 한 번은 흐르는 머리카락을 가진 젊은이가 그에게 와서 머리를 깎고 싶다고 했다. 그 동기를 묻자, 젊은이는 샘물에 비친 자신의 얼굴을 보았는데 너무 만족스러워서 자신의 아름다움이 자신에게 우상이 될까 두려워 머리카락을 하나님께 바치고 싶다고 답했다. 시몬은 그가 가져온 속죄제물을 그때 먹었다.
예루살렘 탈무드는 서원 종료 시 제물을 바치러 온 300명의 나실인이 희생 제물용 동물을 감당할 수 없었던 이야기를 전한다. 산헤드린의 수장이었던 시몬 벤 쉐타흐는 그들 중 150명의 서원을 무효화할 수 있었지만 (소급하여 나실인 기간을 취소하고 그들의 희생 제물을 불필요하게 만듦), 나머지 150명의 서원을 무효화할 정당한 사유를 찾을 수 없었다. 그는 이어서 왕(알렉산드르 얀나이오스)에게 가서 300명의 나실인을 위한 희생 제물 비용을 분담하겠다고 제안했다. 왕은 150명의 희생 제물 비용을 제공했고, 시몬은 자신의 150명의 서원이 이미 무효화되었기 때문에 돈을 제공하지 않았다. 왕은 속았다고 느껴 화를 냈고, 시몬은 도망쳐야 했지만, 결국 "당신은 돈으로, 나는 배움으로" 똑같이 기여했다고 설명하며 왕과 화해했다.
가말리엘은 미슈나에 랍비 헤니나의 아버지가 자신 앞에서 평생 나실인 서원을 한 방법을 기록한다.

## 신약성경에서

### 복음서에서
나실인 서원의 관행은 신약성경에 나타나는 그리스어 용어 "나사렛인"의 의미론적 모호함의 일부이다. 어린 양 희생과 빵 봉헌은 기독교 상징주의와 관련성을 시사한다 (또한, 이들은 레위기에 규정된 가장 빈번한 두 가지 제물이므로, 확실한 결론을 내릴 수는 없다). 예수에게 기인한 마태복음 11:18–19와 루가 복음서 7:33–35의 한 말은 그가 "술꾼"(그리스어 οἰνοπότης, oinopotēs)으로 보고되었으므로 사역 기간 동안 나실인이 아니었을 가능성을 시사하지만, 그 구절은 "그러나 지혜는 그 모든 자녀들로 인해 옳다고 인정된다"는 흥미로운 진술로 끝난다. 마르코 복음 14:22–25에서 유월절의 일부로 와인을 의례적으로 마시는 것을 옹호하는 것은 예수께서 "내가 너희에게 진실로 이르노니, 내가 하나님의 나라에서 새롭게 마시는 그날까지 포도나무의 열매를 다시 마시지 아니하리라"고 말씀하셨을 때 나실인 서약의 이 측면을 지키셨음을 나타낸다. 예수께서 사역을 시작하신 의례(그리스어로 "세례"로 기록됨)와 사역이 끝날 무렵 마르코 복음 14:25와 루가 복음서 22:15–18에서 하신 서약은 각각 나실인 서약에 내재된 최종 및 초기 단계(물에 잠겨 정결하게 됨과 와인 금지)를 반영한다. 이 구절들은 예수께서 십자가에 못 박히시기 전에 자신을 나실인("포도나무 열매를 마시지 않음")으로 식별하고자 했음을 나타낼 수 있다.
루가는 이 관행에서 술이 금지되었다는 것을 분명히 알고 있었는데, 세례자 요한의 탄생을 알리는 천사(눅 1:13–15)는 "그가 주님 앞에서 위대하게 될 것이며, 포도주나 독주를 마시지 아니하고, 어머니의 태로부터 성령으로 충만하게 되리라"고 예언하는데, 이는 태어날 때부터 나실인이었다는 뜻이며, 요한이 평생 나실인 서약을 했다는 함의가 있다.
사도행전 역시 루가에게 기인하며(루가-사도행전 참고), 사도행전 18:18에는 바울로가 "서원을 했으므로" 머리카락을 깎았다고 기록되어 있다. 사도행전 21:23-24에서 우리는 초기 유대 기독교인들이 때때로 일시적인 나실인 서약을 했음을 알 수 있으며, 사도행전 18:18에 언급된 바울로의 서약도 비슷한 성격이었을 가능성이 높다. 비록 그가 유대 외곽의 겐그레아에서 머리를 깎은 것은 민수기 6장에 명시된 규정과 그 시대 랍비 학파의 해석에 부합하지 않았지만 말이다. 에우세비오가 인용한 헤게시포스의 전설을 믿는다면, 야고보 (예수의 형제), 예루살렘 주교는 나실인이었으며, 그 삶의 규칙에 의해 부과된 모든 관행을 엄격하게 수행했다. 사도행전 21:20–24에서 바울로는 일부 유대주의자들이 (그가 모세 율법에 대한 반란을 조장한다고 주장한) 주장을 반박하도록 조언받았다. 그는 예루살렘의 "그곳의 신자들"(예수를 믿는 자들, 즉 유대 기독교인들)에게 자신을 정결하게 하고 나실인 서원을 한 네 명의 남자와 함께 성전으로 가서 그렇지 않음을 보여주었다.(그리하여 반대자들을 반박했다.)
이 계책은 그에 대한 피할 수 없는 폭도들의 공격을 지연시켰을 뿐이었다. 이 사건으로 인해 사도행전 24:5–18에서 바울로가 "나사렛파의 우두머리"라는 비난을 받게 되었고, 이는 나사렛인이라는 용어가 나실인이라는 용어의 오역임을 더욱 입증한다. 어쨌든 타르수스의 바울로와 유대교의 관계는 여전히 논쟁 중이다.
루가는 여기서 야고보 (예수의 형제)가 나실인 서원을 했다고 언급하지 않지만, 후대의 기독교 역사가들(예: 살라미스의 에피파니오스 파나리온 29.4)은 그가 그랬다고 믿었고, 나실인 서원은 카이사레아의 에우세비오가 야고보에게 돌린 금욕주의를 설명해 줄 것이다. 이 주장은 야고보에게 "의인 야고보"라는 칭호를 부여했다.

## 역사 속의 나실인
히브리어 성경, 신약성경, 그리고 고전 랍비 문헌에 언급된 나실인 외에, 다음 고대 문헌들은 나실인 서약의 사례를 묘사한다.

### 외경 및 위경 텍스트
기원전 166년경의 마카베오상에는 나실인 서약을 마친 사람들에 대한 언급이 있다.

### 플라비우스 요세푸스
플라비우스 요세푸스는 그의 스승 바누스를 비롯한 여러 인물들이 서원을 한 것을 언급한다. 요세푸스는 네로의 통치 12년, 제1차 유대-로마 전쟁 발발 시기, 아그립바 2세의 누이 베레니케 (헤로데 아그립파의 딸)가 나실인 서약을 하고 희생 제물을 바치기 30일 전에 예루살렘으로 왔는데, 이 기간 동안 그녀는 포도주를 금해야 했고, 그 후에는 머리카락을 깎아야 했다는 일화를 간략하게 서술한다. 요세푸스는 나실인 서약을 한 사람들은 종종 "질병이나 다른 고통을 겪었을 때" 그렇게 했다고 덧붙인다.

### 초기 시리아 기독교
4세기부터 여러 시리아 기독교인들이 금욕적인 수행에서 서원을 받아들였다.
아파르하트는 4세기에 이렇게 기록했다. "셋의 아들들은 처녀성을 지키며 덕스러웠으나, 카인의 딸들과 섞이자 홍수 물에 쓸려 없어졌다. 삼손은 나실인 서약과 처녀성에서 존경받았으나, 음란으로 나실인 서약을 더럽혔다."
존 스컬리는 시리아의 에프렘이 4세기에 "낙원의 포도나무는 오직 처녀의 삶을 살고 포도주를 삼가는 금욕주의자들만을 만나러 달려간다"고 제안했다고 기록한다.
5세기 외로운 요한은 세례자 요한을 금식의 모범으로 언급한다.
다디쇼의 아바 이사야 주석은 "나실인"이라는 용어와 관련된 여러 신체 활동을 나열한다.
익명의 저자 보물의 동굴은 다음과 같이 기록한다. 그리고 [제사장]은 평생 나실인이어야 한다. 그는 아내를 취하지 않고, 살 집을 가지지 않으며, 동물이나 새의 피를 바치지 않는다. 오히려 그는 빵과 포도주를 하나님께 바칠 것이다.

## 현대 종교에서

### 현대 유대교
랍비 데이비드 코헨, 랍비 아브라함 이삭 쿡의 주요 제자였던 그는 평생 대부분을 나실인으로 살았다.

### 현대 하시딕 관점
메나헴 멘델 슈니어슨, 제7대 루바비치 레베의 가르침에 따르면, 나실인의 술과 개인 치장 금지는 더 넓은 자기 성화의 원칙을 상징하지만, 레베는 현대에는 육체적 금욕이 아니라 세상과의 적극적인 참여를 통해 영적 정화가 가장 잘 이루어진다고 강조했다. 레베는 금욕주의를 옹호하기보다는 나실인의 이상을 일상 활동을 신성한 봉사 행위로 전환하는 데 필요한 내적 규율에 대한 은유로 해석했다. 이러한 관점은 세속적인 삶에서 물러나기보다는 그 안에서 성스러움을 통합하는 하시디즘의 강조를 반영한다.

### 라스타파리 운동
나실인 서약의 전통은 라스타파리 종교에 상당한 영향을 미쳤으며, 이 서약의 요소들이 이 종교의 일부로 채택되었다. 라스타파리인들은 자신들의 종교적 의무를 설명할 때 삼손이 한 나실인 서약을 언급한다. 라스타파리인들이 채택한 이 서약의 일부는 머리카락을 자르지 않는 것이다. 이는 레위기 21장 5절의 "그들은 머리를 대머리로 만들지 말며, 수염 가장자리를 밀지 말며, 몸에 아무 상처도 내지 말라"는 구절에서 영감을 받았다. 이 서약의 가시적인 표시는 라스타파리인들의 드레드록스이다. 일부 라스타파리인들은 삼손이 드레드록스를 가졌다고 결론 내렸는데, 그가 머리에 일곱 가닥의 머리털을 가졌다는 묘사(사사기 16:13)가 이를 시사한다.
또한 라스타파리인들은 나실인 서약에 따라 술을 삼가도록 가르침을 받는다. 그들은 레위기에서 파생된 식사 규율도 채택했는데, 이는 유대인의 카슈루트 식사 규율과 일부 유사성을 설명한다.

### 개신교 관점
1979년에 위트니스 리는 지방교회 운동의 일원으로서 "나사렛인의 원칙"이라는 짧은 소책자를 출판했는데, 이는 기독교인들 사이에서 이 서원의 은유적 해석을 제시하는 것이었다.
루 엥글, 은사주의 복음주의 미국 지도자는 나사렛인의 DNA를 저술했는데, 이는 서원의 은유적 해석을 제시한다.

## 같이 보기
- 수도주의
- 나소 (파르샤)
- 금주 운동
- 삭발례
- 브라타

## 더 읽어보기
- Chepey, S. Nazirites in Late Second Temple Judaism: A Survey of Ancient Jewish Writings, the New Testament, Archaeological Evidence, and other Writings from Late Antiquity. AJEC 60.  Leiden: Brill Academic Publishers, 2005.
- Gordon, Robert P. Hebrew Bible and ancient versions: selected essays of Robert P. Gordon.
  - Chapter 6 "Who Made The Kingmaker? Reflect on Samuel and the Institution of the Monarchy"; Terms: "Nazirite", etymology: p. 65, p. 66 and etymology select pages
- Neusner, J. "Vow-Taking, The Nazirities and the Law: Does James' Advice to Paul accord with Halakah?", pp. 58–82 in James the Just and Christian Origins (eds. B. D. Chilton and C. A. Evans; Supplements to Voum Testamentum 98; Leiden: Brill, 1999) 76–79
- Scully, Jason. "The Exaltation of Seth and Naziritie Ascetisim in the "Cave of Treasures" Vigiliae Christianae, 2014, Vol. 68, No. 3 (2014), pp. 310–328. JSTOR 24754367.
- Anthony Caffey, Matthew 2:23 And the Use of the Old Testament: Christ as Nazarite/Judge/Deliverer Par Excellence," PhD Dissertation, TEDS, (2015)